# Рясники
Ря́сники — село Бабинської ТГ Рівненського району Рівненської області.

## Географія
Село розташоване на правому березі річки Горинь.

## Історія
Станом на др. пол. XVI ст. Рясники у володінні шляхтичів Гостських. 1578 року Ярофій Гостський записав село у вічне володіння своїй дружині Ганні з Козинських. У договорі про розмежування її земель з володіннями Андрія Бабинського від 1588 року, Рясники згадуються все ще, як її власність. 
В кінці XVIII ст. село у власності Генріха Немирича. На поч ХІХ ст. переходить його родичу Лукашу Лежницькому. 
У 1897 році с. Рясники нараховувало 62 двори і близько 400 мешканців. 
У 1906 році село Бугринської волості Острозького повіту Волинської губернії. Відстань від повітового міста 36 верст, від волості 11. Дворів 148, мешканців 940.
Нині в Рясниках налічується понад 200 дворів (включно з дачниками) і постійним населенням 675 людей.

### Маєток у Рясниках

#### Перелік власників маєтку в Рясниках (кін.XVIII ст. - поч.XX ст.)
Немирич Генріх Бонавентурович власник ... - до 1800
Лежницький Лукаш власник 1800 - 1807 
Стецький Людвик власник 1807 - 1832
Стецький Генрик Людвикович власник 1833 - ...
Абамелек Ганна Петрівна (з останнього грузинського царського роду Багратіоні) власниця 1860 ~ 1900 (пом. 18 серпня 1903р у віці 78 років. Рясники)
Ушинська (Виноградська) Марія Миколаївна власниця 1900 ~ 1903 (пом.11 травня 1903р у віці 43 роки. Рясники)
Ушинський Костянтин Костянтинович власник 1903 ~ 1917
Поспіловська (Ушинська) Маріамна поміщиця 1920 ~ 1939

### Адміністративна приналежність села Рясники (кін.XVIII ст. - поч.XX ст.)
- Річ Посполита — Волинське воєводство, Острозький повіт (до 1793)
- Російська імперія — Волинське намісництво, Острозький повіт (1793 ~ 1795)
- Російська імперія — Волинська губернія, Острозький повіт (1795 - 1917)
- Українська Народна Республіка — Погоринська Земля, Рівненський земський центр (1917)
- Українська Держава — Волинська губернія (1918)
- Польська республіка — Волинське воєводство, Рівненський повіт, Бугринська ґміна[8] (1920 - 17.10.1939)

### Видатні особи
У селі поховані Марія Миколаївна Ушинська (1859—1903) та Лідія Олександрівна баронеса Врангель (1881—1910).
- Марія Миколаївна Ушинська була невісткою славетного українського педагога XIX ст. Костянтина Дмитровича Ушинського, дружиною його сина Костянтина. Син Костянтина Дмитровича та Надії Семенівни Ушинських Костянтин проживав разом з дружиною Марією наприкінці XIX на початку XX століття у своєму маєтку в с. Рясники. В роду Ушинських були такі відомі українські прізвища як Лизогуби, Дорошенки, Розумовські.
- Веніславський Олександр Станіславович (1897—1989) художник.
- Веніславський Микола Олександрович (1930—2006) — український актор, балетмейстер, фотохудожник.
- Павлюк Пилип Матвійович — громадський і кооперативний діяч 1920-х-1930 рр., автор повісті «Козацький монастир» 1936 р., наукової розвідки «Історія села Дермані» 1935 р. , «Волинська Українська кооперація у минулому й сучасному» 1937 р., «Волинська Швейцарія» 1926 р. , «Про виховання молоді», 1926 р.. Батько українського поета — Антіна Павлюка.
- Павлюк Антін (1899—1937) — український поет, прозаїк, перекладач.
- Павлюк Тарас Миколайович (1969 - 2022) - молодший сержант Збройних сил України, учасник російсько-української війни.
- Поспіловський Дмитро Володимирович (1935—2014) — канадський історик українського походження, публіцист, економіст і радянолог. Правнук відомого педагога Костянтина Дмитровича Ушинського.
- Усик Ігор Олегович (1994—2022) — старший лейтенант Збройних сил України, учасник російсько-української війни.

### Населення
Згідно з повітовим переписом Бугринської ґміни Рівненського повіту, станом на жовтень 1936 року було зареєстровано 1200 осіб.

### Інфраструктура
До 1917 року в селі повноцінно працювали гуральня та млин. В радянський період функціонував колгосп. Після здобуття Україною незалежності він був переформатований у фермерське сільське господарство. На сьогодні в селі розташовані школа I-III ст., бібліотека, ковбасний цех, пилорама та декілька магазинів.

## Галерея

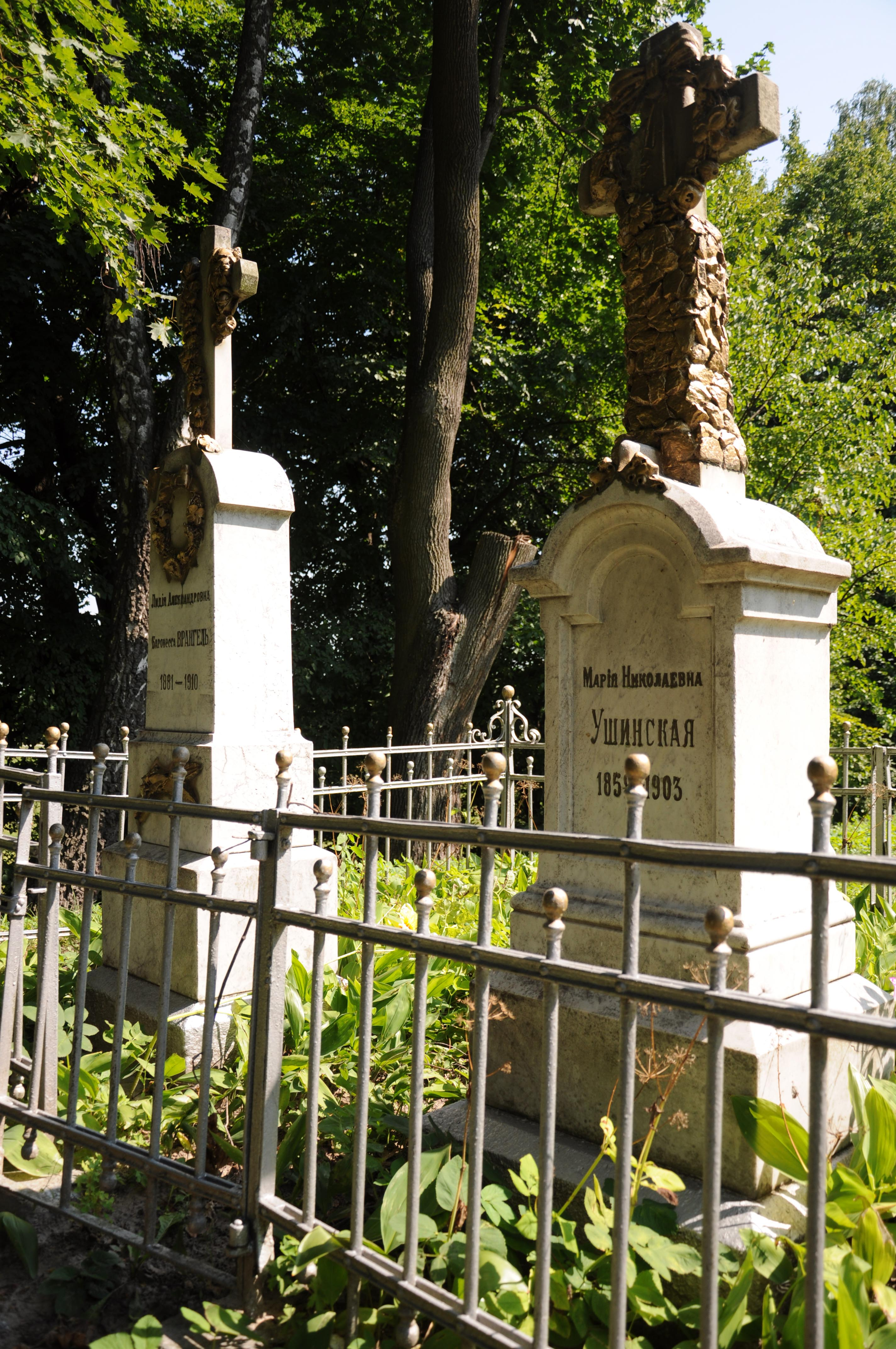
Могила Марії Ушинської та баронеси Врангель в Рясниках.